# Wijken en buurten in Putten
De Nederlandse gemeente Putten is voor statistische doeleinden onderverdeeld in wijken en buurten. De gemeente is verdeeld in de volgende statistische wijken:
- Wijk 00 Putten (CBS-wijkcode:027300)
- Wijk 01 Bosgebied en Krachtighuizen (CBS-wijkcode:027301)

Een statistische wijk kan bestaan uit meerdere buurten. Onderstaande tabel geeft de buurtindeling met kentallen volgens het Centraal Bureau voor de Statistiek (2008):
| CBS-buurtcode | Buurtnaam                                    | Inwonertal | Opp. totaal (ha) | Opp. land (ha) | Ligging                |
| ------------- | -------------------------------------------- | ---------- | ---------------- | -------------- | ---------------------- |
| BU02730000    | Putten-Centrum                               | 1130       | 39               | 39             | Locatie in de gemeente |
| BU02730001    | Putten-Zuid-Oost                             | 6370       | 155              | 155            | Locatie in de gemeente |
| BU02730002    | Putten-Noord                                 | 2770       | 164              | 164            | Locatie in de gemeente |
| BU02730003    | Putten-Zuid-West                             | 3800       | 63               | 63             | Locatie in de gemeente |
| BU02730004    | Putten-Stationsstraat industriegebied        | 2660       | 124              | 124            | Locatie in de gemeente |
| BU02730005    | Verspreide huizen Hell en Diermen            | 340        | 979              | 977            | Locatie in de gemeente |
| BU02730006    | Verspreide huizen Huinen en Halvinkhuizen    | 1400       | 1109             | 1109           | Locatie in de gemeente |
| BU02730007    | Verspreide huizen Gerven                     | 430        | 1009             | 1009           | Locatie in de gemeente |
| BU02730008    | Verspreide huizen Norden Bijsteren en Hoef   | 1700       | 1102             | 1102           | Locatie in de gemeente |
| BU02730009    | Verspreide huizen Nulde                      | 390        | 1231             | 1216           | Locatie in de gemeente |
| BU02730100    | Koudhoorn                                    | 390        | 123              | 123            | Locatie in de gemeente |
| BU02730108    | Verspreide huizen Krachtighuizen en omgeving | 1720       | 774              | 774            | Locatie in de gemeente |
| BU02730109    | Verspreide huizen bosgebied                  | 80         | 1650             | 1650           | Locatie in de gemeente |